# Trenta (völgy)
Koordináták: é. sz. 46° 23′ 22″, k. h. 13° 44′ 47″46.389444°N 13.746389°E

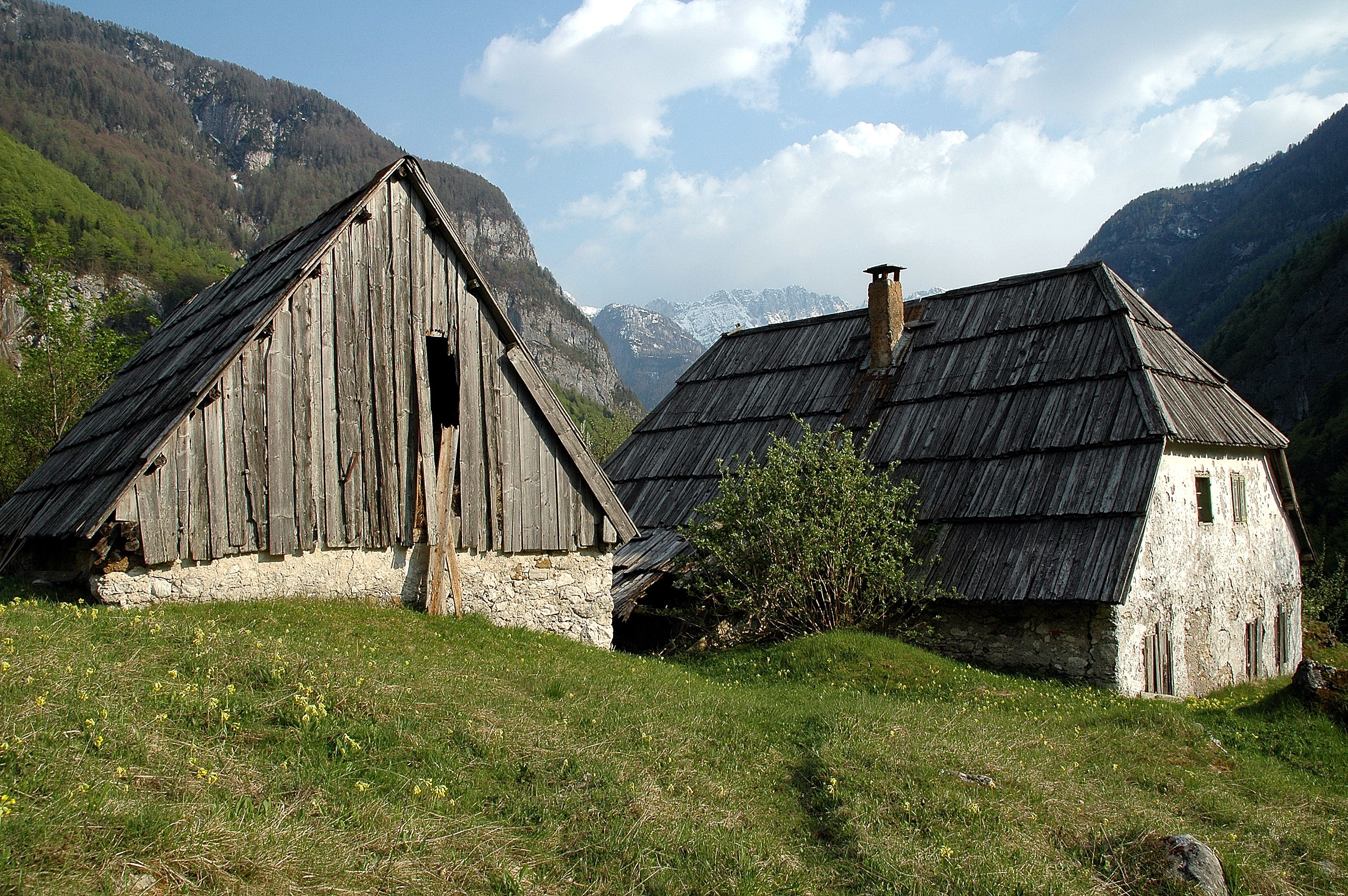
Hagyományos házak Felső Trentában

A Trenta egy gleccser által formálódott völgy a Triglav Nemzeti Parkban Szlovéniában. Az Isonzó völgyének legészakibb részét képezi, valamint itt van a folyó forrása is.
Topográfiailag három részre osztjuk: 
- az Alsó Trenta (szlovénül: Spodnja Trenta) a Vrsnik patak és az Isonzó egybefolyásánál[1] kezdődik, majd a Na Logu[2] településig tart.
- Innen folytatódik a Felső Trenta (szlovénül: Zgornja Trenta), amely a vršiči út első szerpentinénél végződik, az Isonzó forrásához közel.
- Onnan pedig, egészen a Zapotok hegyig, helyezkedik el a Hátsó Trenta (szlovénül: Zadnja Trenta).[3]

A Trenta karszthegyeiben található az Isonzó folyó forrása (990 m magasságon, szlovénül: Izvir Soče), átlagos évi hőmérséklete 4ºC. Főleg a mezozoikumban alakult mészköveken és dolomiton át folyik, közben összefolyva több kicsi patakkal. A vršiči úthoz közel található Julius Kugy szobra, amelyet a Szlovéniai Hegymászó Szövetség avatott fel 1953-ban, alapításának 60-adik évfordulóján, Jakob Savinšek szobrász műve. A Felső-Trentában van még a Szlovénia Természettudományi Múzeuma kezelésében lévő Alpinum Juliana Botanikus Kert, amelyet 1926-ban nyitottak meg.

## Történelem
A Trentai Múzeum bemutatja a Trenta völgy történelmi, etnográfiai és kulturális hagyományait. A 16. századig csak vadászok látogatták a völgyet, majd a vasvaskohászat elterjedése miatt jobban benépesült. A vaskohók 1774-ig működtek, utána a helybeliek pásztorkodással foglalkoztak.
A 16. század elején a terület átkerült Velencétől Habsburg uralom alá, majd két kis falu alakult benne: a Soča és a Trenta. 1869-ben a völgynek 357 lakosa körülbelül 10 000 kecske és juh felett őrködött. A gazdasági körülmények változásaival a foglalkozások is megváltoztak, és 100 évre rá már csak 1000 kisebb állatot számoltak meg, a legelők nagyobb részét pedig benőtte a gaz. 1906-ban építették meg az utat Trenta faluja és Bovec között. 1915-ben katonai szükségletek miatt megépítették a vršiči utat is, amely összeköti a völgyet Kranjska Gorával, vagyis Gorenjska tartománnyal. 1911 és 1966 között Trentában iskola is működött, a 20. század 60-as éveitől pedig elkezdődött fejlődni a turizmus.

## Képek

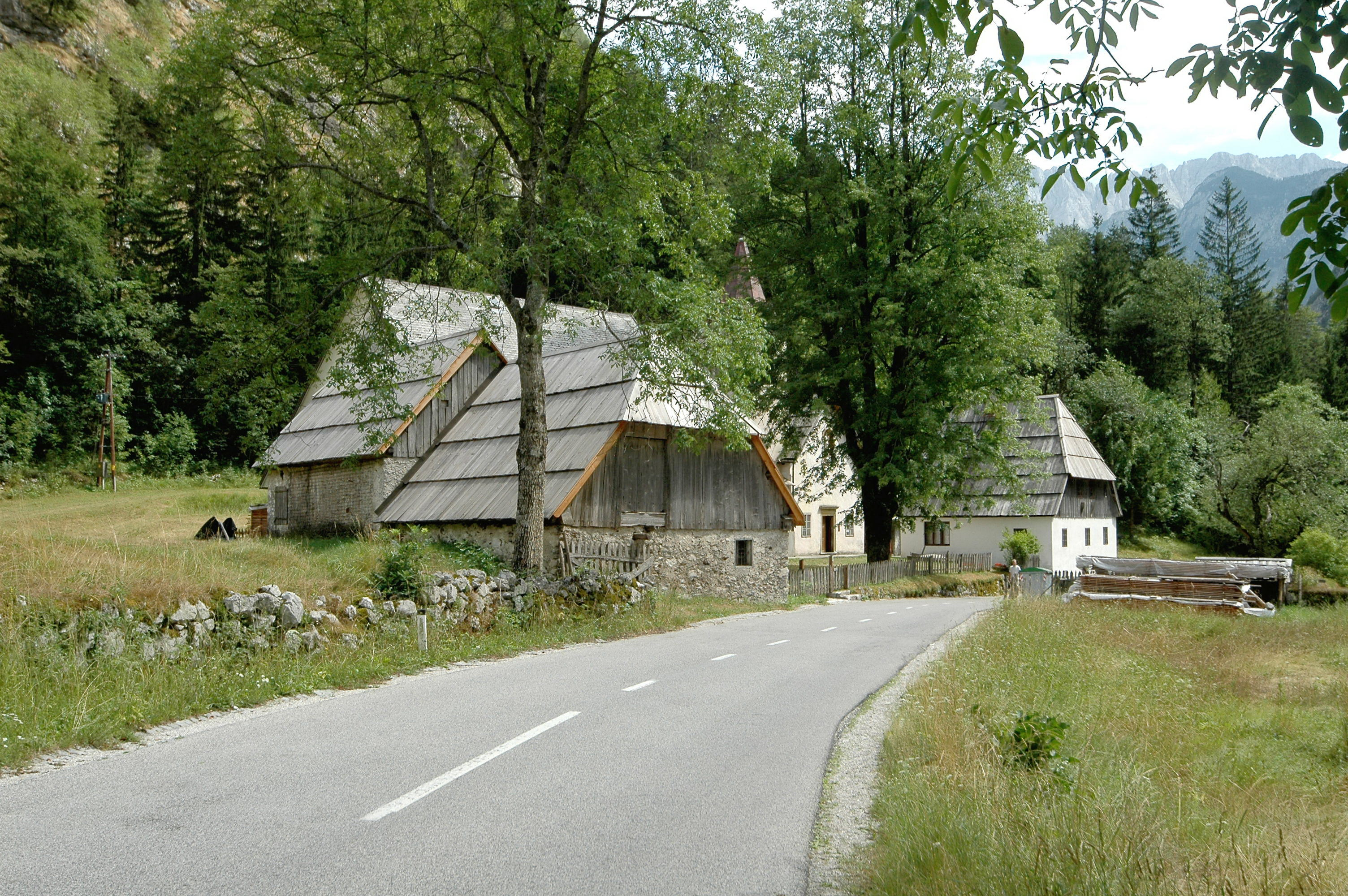
Trenta falu
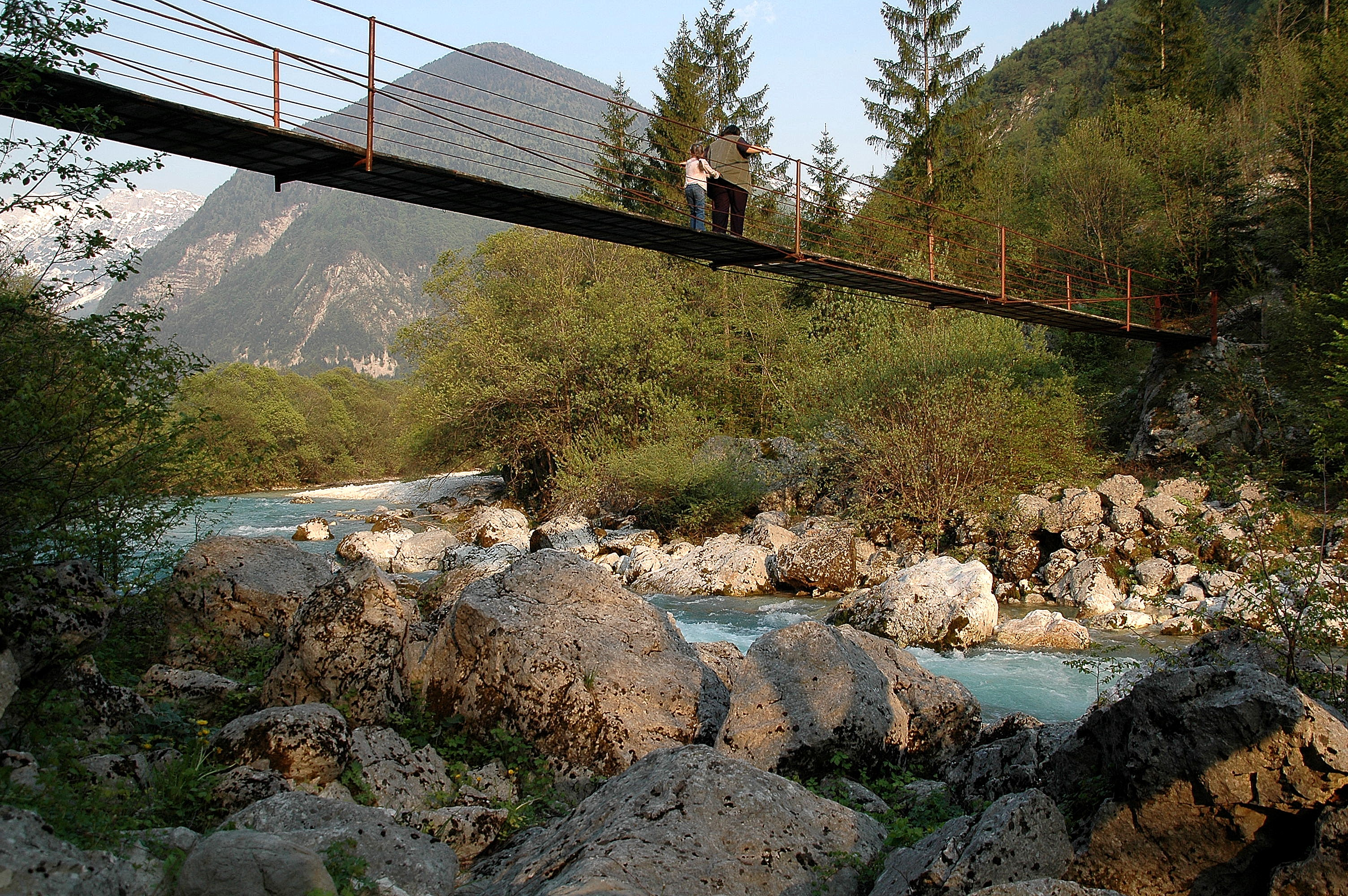
Függőhíd az Isonzó fölött
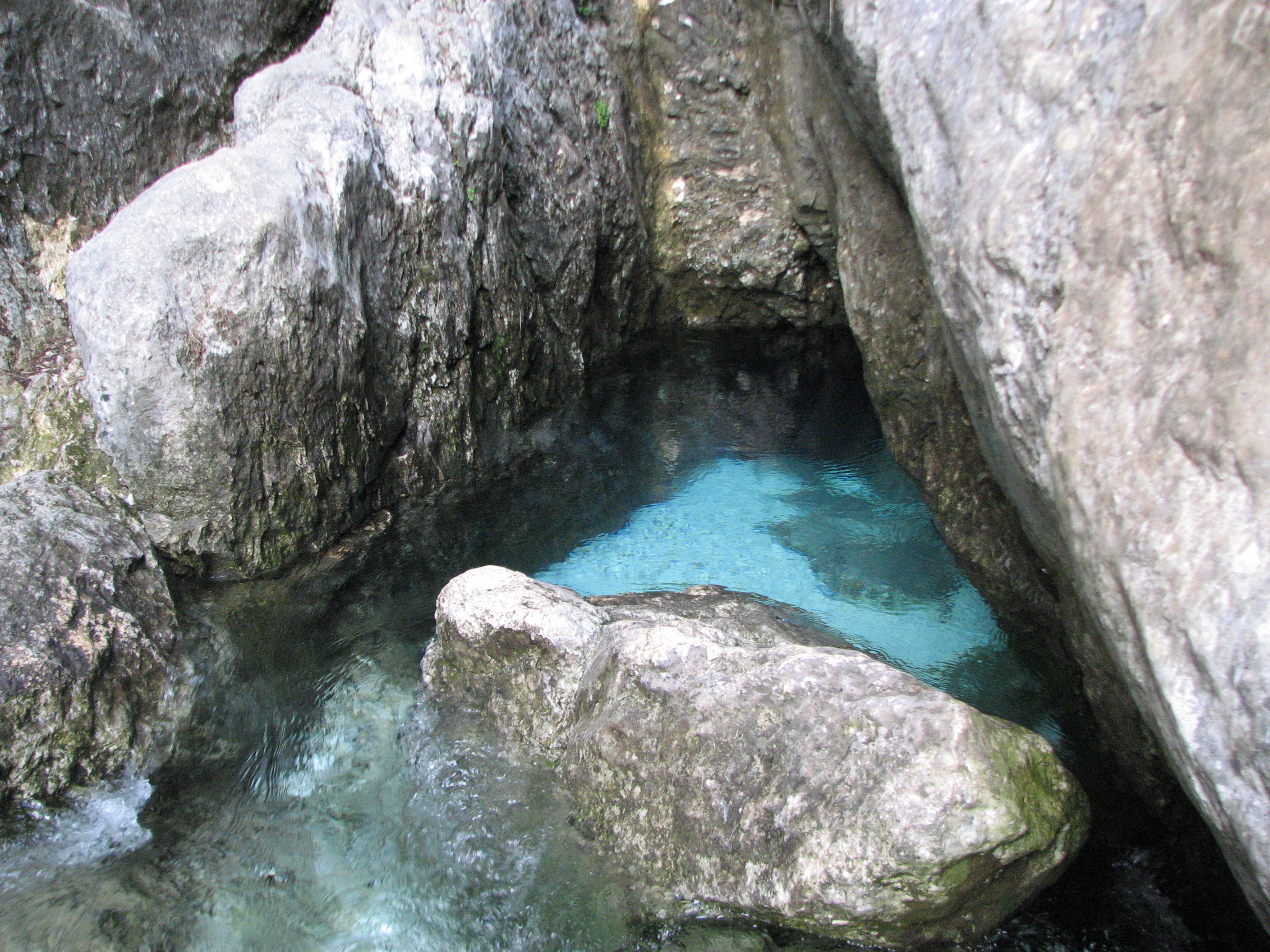
Az Isonzó forrása